# AB6IX
AB6IX (tiếng Hàn: 에이비식스; Romaja: eibisigseu; viết tắt của ABsolute SIX hoặc Above Brandnew SIX) là một nhóm nhạc nam Hàn Quốc được thành lập và quản lý bởi công ty Brand New Music. Nhóm hiện tại gồm 4 thành viên: Jeon Woong, Kim Dong-hyun, Park Woo-jin và Lee Daehwi, sau khi trưởng nhóm Lim Young-min rời nhóm vào ngày 8 tháng 6 năm 2020. Nhóm chính thức ra mắt vào ngày 22 tháng 5 năm 2019 với mini-album đầu tay B:COMPLETE.

## Ý nghĩa tên gọi, tên fandom
AB6IX là cụm từ viết tắt cho ABsolute SIX hoặc Above Brandnew SIX:
- ABsolute SIX - Đội hình tuyệt đối của Brand New Boys chỉ được hoàn thiện khi có sự kết hợp giữa 5 thành viên và fandom.
- Above Brandnew SIX - Sự kết hợp siêu việt giữa fandom và 5 thành viên sẽ mở ra một chân trời mới cho Brand New Music.[2]

AB6IX công bố tên fandom là "ABNEW": Ngay trong ngày debut, tên fandom ABNEW đã ra đời với ý nghĩa: "Thành viên thứ 6 không thể tách rời của AB6IX, cùng nhau tiến bước trên hành trình mới."

## Lịch sử

### Trước khi ra mắt
- Năm 11 tuổi, Woojin từng xuất hiện ở vòng tuyển chọn trên Superstar K, một chương trình tìm kiếm tài năng âm nhạc của Hàn Quốc.
- Đầu năm 2017, 4/5 thành viên của AB6IX gồm: Youngmin, Donghyun, Woojin và Daehwi đã tham gia chương trình truyền hình thực tế sống còn Produce 101 Mùa 2 của kênh truyền hình Mnet. Daehwi và Woojin được ra mắt cùng nhóm chiến thắng có tên Wanna One, thời gian hoạt động trong vòng 1 năm 6 tháng với thứ hạng chung cuộc lần lượt là 3 và 6. Ngoài ra, Youngmin bị loại ở tập 11 (tập cuối) với hạng 15, Donghyun bị loại ở tập 10 với hạng 28.[3]
- Youngmin và Donghyun ra mắt với tư cách là bộ đôi MXM vào ngày 6 tháng 9 năm 2017.[4] MXM cùng với các thí sinh Produce 101 Mùa 2 Jeong Sewoon và Lee Kwanghyun đã thành lập nhóm dự án YDPP của Starship Entertainment và Brand New Music.[5]
- Woong từng là thực tập sinh của JYP, Woollim và YG trước khi gia nhập Brand New Music. Trước khi ra mắt, Woong từng xuất hiện trong MV "As Long As You're Not Crazy" của Infinite H với tư cách là 1 dancer và từng xuất hiện trong show sống còn Stray Kids cùng với nhóm Silver Boys khi còn ở YG.[6] Khi là thực tập sinh của Brand New Music, Woong là một trong những Backup dance của MXM.

### 2019: Thành lập

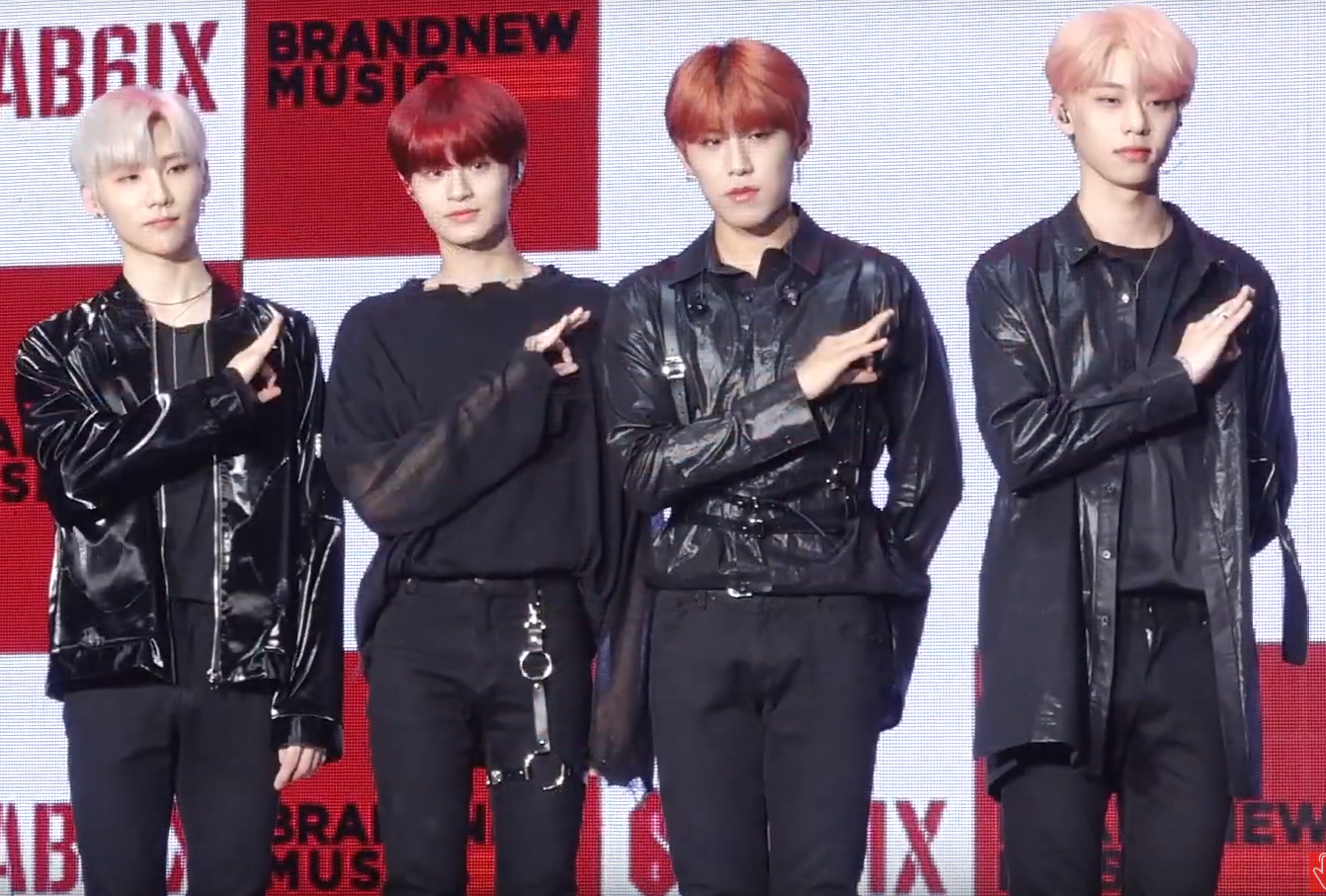
AB6IX tại Showcase Debut của nhóm vào ngày 22 tháng 5 năm 2019

Trước khi chính thức ra mắt, chương trình thực tế đầu tiên của nhóm có tên "Brandnew Boys" đã được lên sóng vào ngày 18 tháng 4 năm 2019 trên kênh Mnet. Chương trình sẽ theo dõi quá trình chuẩn bị ra mắt của năm thành viên và cũng sẽ có những cảnh hậu trường thú vị về cuộc sống hàng ngày của họ.
Ngày 26 tháng 4 năm 2019, AB6IX phát hành MV "Hollywood" phiên bản performance với đội hình đầy đủ 5 thành viên. Daehwi là người sáng tác bài hát, viết lời có sự tham gia của Youngmin và Woojin, vũ đạo bài hát được biên đạo bởi Woojin. "Hollywood" được trình diễn lần đầu tiên trên Produce 101 mùa 2 khi 4 thành viên (không bao gồm Woong) đại diện cho Brand New Music tham gia vòng đánh giá xếp loại đầu tiên. Phiên bản này của bài hát là lần đầu tiên có thành viên thứ năm của AB6IX - Jeon Woong.
Ngày 30 tháng 4 năm 2019, Brand New Music xác nhận rằng AB6IX sẽ chính thức ra mắt vào ngày 22 tháng 5 năm 2019 với mini-album đầu tay "B:Complete". và họ cũng sẽ có một buổi showcase debut cùng ngày tại Hội trường Olympic ở Seoul, Hàn Quốc.
Ngày 6 tháng 5 năm 2019, vé showcase debut của nhóm được mở bán và đã sold out trong thời gian ngắn kỷ lục chỉ 30 giây.
Ngày 15 tháng 5 năm 2019, track list của album debut được công bố. Album bao gồm 7 bài hát,  trong đó có "Hollywood" và bài hát chủ đề có tên "Breathe". Bài hát chủ đề "Breathe" được sáng tác bởi Daehwi, Youngmin và Woojin cũng tham gia viết lời. Album debut có sự tham gia sản xuất của các thành viên, trong đó:
- Daehwi tham gia sản xuất 6/7 bài hát, sáng tác 5 bài, viết lời 1 bài.
- Youngmin và Woojin tham gia viết lời cho 6 bài hát. Ngoài ra, Woojin cũng là người biên đạo vũ đạo cho 3 bài hát gồm: SHINING STARS, ABSOLUTE và HOLLYWOOD.
- Donghyun là người sáng tác Shining Stars.

Ngày 22 tháng 5 năm 2019, AB6IX chính thức ra mắt với album "B:Complete" và bài hát chủ đề "Breathe". "Breathe" sau khi ra mắt đã giúp AB6IX tiến vào top 100 của 7 trang nhạc số lớn ở Hàn Quốc, top 30 Melon và đạt no.1 trên bảng xếp hạng thời gian thực của Mnet, Naver và Soribada. Album "B:Complete" đứng nhất tại BXH iTunes của 8 quốc gia chỉ sau 14 giờ phát hành, gồm: Chile, Hồng Kông, Indonesia, Malaysia, Singapore, Đài Loan, Thái Lan và Việt Nam. "B:Complete" sau ngày đầu lên kệ ghi nhận doanh số bán ra là 30.094 bản, sau tuần đầu là 83.539 bản, đưa AB6IX trở thành nhóm nhạc tân binh 2019 có doanh số album tuần đầu cao nhất trên Hanteo, phá vỡ kỷ lục trước đó của TXT ("The Dream Chapter: STAR": 77.996 bản). Ngoài ra, AB6IX còn vươn lên vị trí số 2 ở hạng mục nhóm nhạc Kpop có doanh số album debut trong tuần đầu cao nhất trên Hanteo. Nhóm vừa vượt qua cả TXT và IZ*ONE ("COLOR*IZ": 80.822 bản), chỉ xếp sau Wanna One ("1X1=1 (TO BE ONE)": 411.306 bản).
Ngày 4 tháng 6 năm 2019, album debut của AB6IX - "B:Complete" đã chính thức vượt ngưỡng 100.000 bản bán ra trên Hanteo, thành tích này giúp AB6IX trở thành tân binh 2019 có doanh số album cán mốc 100.000 bản trên Hanteo nhanh nhất (13 ngày), phá kỉ lục trước đó của TXT ("The Dream Chapter: STAR": 28 ngày). Đồng thời, AB6IX cũng có được 1st win đầu tiên trong sự nghiệp của nhóm trên chương trình The Show và chỉ mất 13 ngày kể từ khi debut để đạt được hai thành tích trên.
Ngày 23 tháng 8 năm 2019, AB6IX công bố lightstick chính thức
Ngày 7 tháng 10 năm 2019, AB6IX comeback lần đầu tiên với full album đầu tay trong sự nghiệp <6IXSENSE> cùng bài hát chủ đề " Blind for love ". Album gồm 11 bài hát do các thành viên sáng tác và biên đạo.
Ngày 9 - 10 tháng 11 năm 2020, AB6IX khởi động World tour đầu tiên trong sự nghiệp mang tên <6IXENSE> tại Seoul, địa điểm KSPO DOME
Ngày 13 tháng 2 năm 2020, AB6IX phát hành digital "5NALLY" bao gồm solo track mà các thành viên từng biểu diễn tại concert hồi cuối năm ngoái.
Sau khi thành công với 2 đêm concert đầu tiên tại Seoul thì AB6IX tiếp tục thực hiện chuyến lưu diễn của mình (Tuy nhiên đã tạm hoãn do bùng phát dịch Covid-19) 

### 2020: Young-min rời nhóm, AB6IX tiếp tục hoạt động với 4 thành viên
Ngày 8 tháng 6,  Brand New Music thông báo trưởng nhóm Lim Young-min rời nhóm, công ty tôn trọng quyết định của Young Min sau khi anh bày tỏ trong cuộc thảo luận rằng bản thân không muốn gây tổn hại thêm cho nhóm. AB6IX sẽ tiếp tục hoạt động với 4 thành viên Lee Dae Hwi, Park Woo Jin, Kim Dong Hyun và Jeon Woong. Trước đó Brand New Music xác nhận Lim Young Min bị cảnh sát bắt và treo bằng lái do lái xe riêng trong tình trạng say rượu vào hôm 31/05. Hậu quả là album mới của AB6IX phải lùi ngày phát hành, Mnet cũng cắt bỏ toàn bộ cảnh của Lim Young Min trên show "Good Girl" khi xuất hiện cùng nhóm. Lim Young Min sau đó đã tạm ngừng hoạt động và viết thư tay xin lỗi với tư cách trưởng nhóm. Tới hôm nay, nam idol sinh năm 1995 chính thức rút khỏi AB6IX 
Ngày 8 tháng 6 năm 2020, theo kế hoạch ban đầu AB6IX comeback với mini-album thứ 2 "VIVID" sau đó do scandal say rượu lái xe của Young-min nên nhóm lùi lại lịch comeback vào ngày 29 tháng 6 với đội hình 4 thành viên.
Vào ngày 2 tháng 11 năm 2020, nhóm đã comeback với mini-album thứ 3 "Salute".

## Thành viên
| Màu tiếp ứng        | Tên khai sinh | Tên khai sinh | Tên khai sinh    | Tên khai sinh | Tên khai sinh | Ngày sinh         | Nơi sinh                    |
| Màu tiếp ứng        | Latinh        | Hangul        | Kana             | Hanja         | Hán-Việt      | Ngày sinh         | Nơi sinh                    |
| Thành viên hiện tại |               |               |                  |               |               |                   |                             |
|                     | Jeon Woong    | 전웅          | チョン・ウン     | 田雄          | Điền Hùng     | 15 tháng 10, 1997 | Daejeon, Hàn Quốc           |
|                     | Kim Dong-hyun | 김동현        | キム・ドンヒョン | 金東賢        | Kim Đông Hiền | 17 tháng 9, 1998  | Daejeon, Hàn Quốc           |
|                     | Park Woo-jin  | 박우진        | パク・ウジン     | 朴佑鎭        | Phác Vũ Trấn  | 2 tháng 11, 1999  | Saha, Busan, Hàn Quốc       |
|                     | Lee Daehwi    | 이대휘        | イ・デフィ       | 李大輝        | Lý Đại Huy    | 29 tháng 1, 2001  | Mokpo, Jeolla Nam, Hàn Quốc |
| Thành viên cũ       |               |               |                  |               |               |                   |                             |
|                     | Lim Young-min | 임영민        | イム・ヨンミン   | 林煐岷        | Lâm Anh Mẫn   | 25 tháng 12, 1995 | Gangseo, Busan, Hàn Quốc    |

## Danh sách đĩa nhạc

### Mini-album
| Tên        | Chi tiết | Danh sách bài hát | Thứ hạng cao nhất | Thứ hạng cao nhất | Doanh số                    |
| Tên        | Chi tiết | Danh sách bài hát | KOR               | JPN               | Doanh số                    |
| B:Complete | - Phát hành: Ngày 22 tháng 5 năm 2019 - Hãng đĩa: Brand New Music, Warner Music Korea - Định dạng: CD, Tải nhạc số | Danh sách 1. ABSOLUTE(完全體) 2. SHINING STARS 3. BREATHE 4. FRIEND ZONE 5. LIGHT ME UP 6. 둘만의 춤 (DANCE FOR TWO) 7. HOLLYWOOD | 2                 | 10                | - KOR: 168,075 - JPN: 6,361 |
| VIVID      | - Phát hành: Ngày 29 tháng 6 năm 2020 - Hãng đĩa: Brand New Music, Warner Music Korea - Định dạng: CD, Tải nhạc số | Danh sách 1. RED UP 2. VIVID 3. 답을 줘 (THE ANSWER) (Pro by Zico) 4. 초현실 (SURREAL) 5. MIDNIGHT BLUE 6. 끈 (HOLD TIGHT)        | 3                 | 12                | - KOR: 86,410 - JPN:        |
| SALUTE     | - Phát hành: Ngày 2 tháng 11 năm 2020 - Hãng đĩa: Brand New Music, Warner Music Korea - Định dạng: CD, Tải nhạc số | Danh sách 1. MIRROR 2. SALUTE 3. HEAVEN 4. MAYBE 5. BLOOM 6. BEHIND YOU (한걸음 뒤에 서서)                                        | 5                 |                   | - KOR: 102,548              |

### Full album
| Tên     | Chi tiết | Danh sách bài hát | Thứ hạng cao nhất | Thứ hạng cao nhất | Doanh số                    |
| Tên     | Chi tiết | Danh sách bài hát | KOR               | JPN               | Doanh số                    |
| 6IXENSE | - Phát hành: Ngày 7 tháng 10 năm 2019 - Hãng đĩa: Brand New Music, Warner Music Korea - Định dạng: CD, Tải nhạc số | Danh sách 1. 기대 (Be There) 2. Blind For Love 3. 민들레꽃 (dandelion) 4. Sunset 5. _And Me 6. Love Air 7. 이쁨이 지나치면 죄야 죄 (Pretty) 8. Shadow 9. Deep Inside 10. D.R.E.A.M 11. Nothing Without You | 2                 |                   | - KOR: 141,280 - JPN: 5,479 |

### Đĩa đơn (Singles)
| Tên                  | Năm  | Thứ hạng cao nhất | Album      |
| Tên                  | Năm  | KOR               | Album      |
| Breathe              | 2019 | 79                | B:Complete |
| Blind For Love       | 2019 | 67                | 6IXENSE    |
| 답을 줘 (THE ANSWER) | 2020 | 70                | VIVID      |

### Các bài hát lọt vào bảng xếp hạng khác
| Tên         | Năm  | Thứ hạng cao nhất | Album      |
| Tên         | Năm  | KOR               | Album      |
| "Hollywood" | 2019 | 190               | B:Complete |

### Video âm nhạc
| Năm  | Tên video âm nhạc              | Ngày phát hành | Album      |
| 2019 | Hollywood Performance          | 26 tháng 4     | B:complete |
| 2019 | Breathe                        | 22 tháng 5     | B:complete |
| 2019 | Blind For Love                 | 7 tháng 10     | 6IXENSE    |
| 2020 | Moondance - JeonWoong          | 13 tháng 2     | 5NALLY     |
| 2020 | More - Kim Donghyun            | 20 tháng 2     | 5NALLY     |
| 2020 | Rose, scent, kiss - Lee Daehwi | 27 tháng 2     | 5NALLY     |
| 2020 | Break up - Lim Youngmin        | 5 tháng 3      | 5NALLY     |
| 2020 | Color eyes - Park Woojin       | 12 tháng 3     | 5NALLY     |
| 2020 | 답을 줘 (THE ANSWER)           | 29 tháng 6     | VIVID      |
| 2020 | SALUTE                         | 2 tháng 11     | SALUTE     |

## Các hoạt động khác

### Chương trình truyền hình
| Năm  | Kênh       | Tên chương trình                       | Thành viên       | Chú thích                     |
| 2019 | MBC Every1 | Weekly Idol 3                          | Cả nhóm          | Tập 408                       |
| 2019 | Mnet       | TMI News                               | Cả nhóm          | Tập 5                         |
| 2019 | TvN        | Amazing Saturday                       | Woojin, Daehwi   | Tập 60                        |
| 2019 | MBC        | King of Mask Singer                    | Daehwi           | Người nhận xét. Tập 205, 206  |
| 2019 | KBS2       | Hello Counselor                        | Youngmin, Daehwi | Tập 415                       |
| 2019 | MBC Every1 | Foreigner in Korea                     | Daehwi           | Tập ngày 29 tháng 5           |
| 2019 | TvN        | Comedy Big League                      | Cả nhóm          | Tập 314                       |
| 2019 | Arirang TV | After School Club                      | Cả nhóm          | Tập 371                       |
| 2019 | MBC        | Radio Star                             | Daehwi           | Tập 620                       |
| 2019 | Mnet       | UHSN                                   | Daehwi           | Tập 4                         |
| 2019 | Mwave      | Meet & Greet                           | Cả nhóm          | Phát sóng ngày 19 tháng 6     |
| 2019 | JTBC2      | Run.wav                                | Cả nhóm          | Tập 1                         |
| 2019 | KBS2       | Immortal Songs: Singing the Legend 2   | Cả nhóm          | Tập 410                       |
| 2019 | Mnet       | Not the Same Person You Used to Know 2 | Daehwi           | Tập 3                         |
| 2019 | MBC        | My Little Television V2                | Cả nhóm          | Tập 16, 17                    |
| 2019 | TvN        | Super Hearer                           | Daehwi           | Tập 5                         |
| 2019 | Mnet       | Produce X 101                          | Daehwi           | Khách mời. Tập 12 (chung kết) |
| 2019 | KBS        | On Dream School                        | Daehwi           | Người nhận xét                |
| 2020 | Mnet       | Good Girl                              | Cả nhóm          | Khách mời                     |

### Chương trình thực tế
| Năm  | Kênh   | Tên chương trình  | Thành viên                         | Vai trò  | Số tập | Chú thích                                                                                    |
| 2017 | Mnet   | Produce 101 mùa 2 | Youngmin, Donghyun, Woojin, Daehwi | Thí sinh | 11     | Woojin và Daehwi chiến thắng ở hạng 6 và 3, còn Youngmin và Donghyun bị loại ở hạng 15 và 28 |
| 2019 | Mnet   | Brandnew Boys     | Cả nhóm                            | Bản thân | 8      | [ 32 ]                                                                                       |
| 2020 | Vlive  | AB4U              | Cả nhóm                            | Bản thân |        | 1st ABIVERSARY Fanmeeting (FANSHIP)                                                          |
| 2020 | U+Idol | AB6IX BuQuest     | Cả nhóm                            | Bản thân |        |                                                                                              |

### Quảng cáo (CF)
| Năm  | Sản phẩm                 | Công ty       | Nhãn hiệu | Thành viên |
| 2019 | Mỹ phẩm (kem chống nắng) | B&H Cosmetic  | Acwell    | Cả nhóm    |
| 2019 | Quần áo (đồng phục)      | Hyungji Elite | Elite     | Cả nhóm    |
|      |                          |               |           |            |

### Người mẫu tạp chí
| Năm  | Tên tạp chí    | Thành viên | Số phát hành      | Ghi chú                           |
| 2019 | Star1          | Cả nhóm    | Tháng 5 (Vol.86)  | Hợp tác với hãng mỹ phẩm Acwell   |
| 2019 | Star1          | Woojin     | Tháng 6 (Vol.87)  | Hợp tác với hãng mỹ phẩm Clinique |
| 2019 | 1st Look       | Cả nhóm    | Tháng 6 (Vol.176) | Hợp tác với hãng mỹ phẩm Acwell   |
| 2019 | The Star       | Cả nhóm    | Tháng 6           | ―                                 |
| 2019 | GQ Korea       | Cả nhóm    | Tháng 7           | ―                                 |
| 2019 | K-pop Pia ぴあ | Cả nhóm    | Tháng 7 (Vol.7)   | Tạp chí Nhật Bản                  |
| 2019 | Indeed         | Daehwi     | Tháng 8 (Vol.3)   | ―                                 |
| 2020 | Super!Maps     | Cả nhóm    | Tháng 3 (Vol.142) |                                   |
| 2020 | Allure         | Cả nhóm    | Tháng 5           |                                   |
| 2020 | Dazed Korea    | Cả nhóm    | Tháng 6           |                                   |

### Radio
| Năm  | Kênh            | Tên chương trình            | Thành viên                                  | Ghi chú                      | Ngày        |
| 2019 | MBC Standard FM | Idol Radio                  | Cả nhóm                                     | Tập 233                      | 23 tháng 5  |
| 2019 | SBS Power FM    | Jung So-min Young Street    | Cả nhóm                                     |                              | 27 tháng 5  |
| 2019 | SBS Power FM    | Cultwo Show                 | Cả nhóm                                     |                              | 30 tháng 5  |
| 2019 | MBC FM4U        | Ji Suk Jin's 2 O'Clock Date | Cả nhóm                                     |                              | 11 tháng 6  |
| 2019 | MBC Standard FM | Idol Radio                  | Youngmin                                    | Tập 304                      | 3 tháng 8   |
| 2019 | MBC Standard FM | Idol Radio                  | Cả nhóm                                     | Tập 377                      | 14 tháng 10 |
| 2019 | MBC Standard FM | Idol Radio                  | Cả nhóm                                     | Tập 390 (voice only)         | 28 tháng 10 |
| 2020 | MBC Standard FM | Idol Radio                  | Cả nhóm (DJ đặc biệt Woojin & Daehwi)       | Tập 546                      | 31 tháng 3  |
| 2020 | MBC Standard FM | Idol Radio                  | DJ đặc biệt Woojin & Daehwi                 | Tập 547                      | 1 tháng 4   |
| 2020 | MBC Standard FM | Idol Radio                  | Cả nhóm (DJ đặc biệt Woojin & Daehwi)       | Tập 550 (voice only)         | 5 tháng 4   |
| 2020 | MBC Standard FM | Idol Radio                  | Cả nhóm (DJ đặc biệt Jeon Woong & Donghyun) | Tập 551 (voice only)         | 6 tháng 4   |
| 2020 | MBC Standard FM | Idol Radio                  | DJ đặc biệt Daehwi & Donghyun               | Tập 552                      | 6 tháng 4   |
| 2020 | MBC Standard FM | Idol Radio                  | DJ đặc biệt Daehwi & Donghyun               | Tập 553 - Happy BRANDNEW Day | 7 tháng 4   |
| 2020 | MBC Standard FM | Idol Radio                  | DJ đặc biệt Woojin & Youngmin               | Tập 554                      | 8 tháng 4   |
| 2020 | MBC Standard FM | Idol Radio                  | DJ đặc biệt Woojin & Youngmin               | Tập 555                      | 9 tháng 4   |
| 2020 | MBC Standard FM | Idol Radio                  | DJ đặc biệt Woojin & Youngmin               | Tập 556                      | 11 tháng 4  |
| 2020 | MBC Standard FM | Idol Radio                  | DJ đặc biệt Woojin & Youngmin               | Tập 557 (voice only)         | 12 tháng 4  |
| 2020 | MBC Standard FM | Idol Radio                  | DJ đặc biệt Daehwi & Donghyun               | Tập 558 (voice only)         | 13 tháng 4  |

### Video âm nhạc đã xuất hiện
| Tên video âm nhạc | Năm  | Nghệ sĩ             | Thành viên                            |
| DANGEROUS         | 2016 | MC GREE             | Donghyun, Woojin, Daehwi              |
| ONE SUMMER        | 2018 | Yang Da Il, Wendy   | Woojin                                |
| In Vain           | 2018 | Lee Kang,Yang Da Il | Donghyun                              |
| MELTING           | 2019 | Nghệ sĩ Brandnew    | Donghyun, Youngmin, Daehwi, Jeonwoong |

### Đại sứ
| Năm  | Tên                                                                             |
| 2020 | Đại sứ dự án giáo dục phòng chống và ứng phó bạo lực mạng cho thanh thiếu niên. |

## Concert và Tour / Fanmeeting

### Concert và Tour
| Năm  | Tên                            | Ngày        | Thành phố | Quốc gia | Địa điểm                                |
| 2019 | AB6IX 1st World Tour "6IXENSE" | 9 tháng 11  | Seoul     | Hàn Quốc | KSPO DOME                               |
| 2019 | AB6IX 1st World Tour "6IXENSE" | 10 tháng 11 | Seoul     | Hàn Quốc | KSPO DOME                               |
| 2019 | BrandNew Year 2019             | 14 tháng 12 | Seoul     | Hàn Quốc | Nhà thi đấu của trường Đại học Hwajeong |
| 2020 | 1st ABIVERSARY                 | 22 tháng 5  |           |          | Online - Kỉ niệm 1 năm ra mắt           |

### Các concert khác
| Năm  | Tên                           | Ngày       | Thành phố | Quốc gia   | Địa điểm                                     |
| 2019 | KCON 2019 JAPAN               | 17 tháng 5 | Chiba     | Nhật Bản   | Makuhari Messe International Exhibition Hall |
| 2019 | 2019 Dream Concert            | 18 tháng 5 | Seoul     | Hàn Quốc   | Sân vận động World Cup Seoul                 |
| 2019 | Green Concert 2019            | 25 tháng 5 | Seoul     | Hàn Quốc   | Sân vận động World Cup Seoul                 |
| 2019 | 2019 Kpop Artist Festival     | 15 tháng 6 | Gwacheon  | Hàn Quốc   | Seoul Land                                   |
| 2019 | SBS Super Concert in Hongkong | 6 tháng 7  | Hồng Kông | Trung Quốc | AsiaWorld-Expo, Arena                        |
| 2019 | KCON 2019 NEW YORK            | 7 tháng 7  | New York  | Hoa Kỳ     | Madison Square Garden Javits Center          |
| 2019 | K-POP Mega Concert in Almaty  | 17 tháng 7 | Almaty    | Kazakhstan | Almaty Arena                                 |
| 2020 | Applewood Festa               | 18 tháng 1 | Băng Cốc  | Thái Lan   | Impact Arena, Muang Thong Thani              |
| 2020 | 29th High1 Seoul Music Awards | 30 tháng 1 | Seoul     | Hàn Quốc   | Gocheok Sky Dome                             |
| 2020 | KCON 2020                     | 5 tháng 4  | Chiba     | Nhật Bản   | Makuhari Messe                               |
| 2020 | KCON: TACT 2020 SUMMER        | 24 tháng 6 |           |            |                                              |

### Fanmeeting
| Năm  | Tên                          | Ngày       | Thành phố | Quốc gia   | Địa điểm                                       |
| 2019 | AB6IX 1st Fanmeeting [ABNEW] | 13 tháng 7 | Seoul     | Hàn Quốc   | Jamsil Arena                                   |
| 2019 | AB6IX 1st Fanmeeting [ABNEW] | 14 tháng 7 | Seoul     | Hàn Quốc   | Jamsil Arena                                   |
| 2019 | AB6IX 1st Fanmeeting [ABNEW] | 21 tháng 7 | Tokyo     | Nhật Bản   | TOYOSU PIT                                     |
| 2019 | AB6IX 1st Fanmeeting [ABNEW] | 27 tháng 7 | Singapore | Singapore  | THE STAR THEATRE                               |
| 2019 | AB6IX 1st Fanmeeting [ABNEW] | 10 tháng 8 | Đài Bắc   | Đài Loan   | Nhà thi đấu Đại học Thể thao Quốc gia Đài Loan |
| 2019 | AB6IX 1st Fanmeeting [ABNEW] | 24 tháng 8 | Hồng Kông | Trung Quốc | ASIAWORLD-EXPO HALL 11                         |
| 2019 | AB6IX 1st Fanmeeting [ABNEW] | 31 tháng 8 | Băng Cốc  | Thái Lan   | IMPACT HALL 5                                  |

## Giải thưởng và đề cử

### M2 X Genie Music Awards
| Lần thứ | Năm  | Giải thưởng                           | Đề cử | Kết quả   | Chú thích     |
| 2       | 2019 | Nghệ sĩ phổ biến về âm nhạc của Genie | AB6IX | Đề cử     | [ 33 ] [ 34 ] |
| 2       | 2019 | Nghệ sĩ phổ biến toàn cầu             | AB6IX | Đề cử     | [ 33 ] [ 34 ] |
| 2       | 2019 | Ngôi sao âm nhạc thế hệ mới của Genie | AB6IX | Đoạt giải | [ 33 ] [ 34 ] |
| 2       | 2019 | Nghệ sĩ nam mới xuất sắc              | AB6IX | Đề cử     | [ 33 ] [ 34 ] |
| 2       | 2019 | Nghệ sĩ hàng đầu                      | AB6IX | Đề cử     | [ 33 ] [ 34 ] |

### Soribada Best K-Music Awards
| Lần thứ | Năm  | Giải thưởng | Đề cử | Kết quả   | Chú thích |
| 3       | 2019 | Bonsang     | AB6IX | Đoạt giải | [ 35 ]    |
| 4       | 2020 | Bonsang     | AB6IX | Đoạt giải |           |

### Chương trình âm nhạc

#### The Show
| Năm  | Ngày        | Bài hát          | Điểm |
| ---- | ----------- | ---------------- | ---- |
| 2019 | 4 tháng 6   | "Breathe"        | 8190 |
| 2019 | 15 tháng 10 | "Blind For Love" | 7810 |
| 2019 | 22 tháng 10 | "Blind For Love" | 8560 |
| 2020 | 7 tháng 7   | "The Answer"     | 8976 |
| 2023 | 6 tháng 6   | "Loser"          | 8300 |

#### Show Champion
| Năm  | Ngày        | Bài hát          |
| ---- | ----------- | ---------------- |
| 2019 | 5 tháng 6   | "Breathe"        |
| 2019 | 16 tháng 10 | "Blind For Love" |

#### M Countdown
| Năm  | Ngày        | Bài hát          | Điểm |
| ---- | ----------- | ---------------- | ---- |
| 2019 | 17 tháng 10 | "Blind For Love" | —    |

## Tham Khảo
1. ↑  "AB6IX Shows Off Synchronized Choreography In Performance Version Of "Breathe" MV". Soompi (bằng tiếng Anh). ngày 22 tháng 5 năm 2019.
2. ↑  "Brand New Music reveals new boy group AB6IX's image". V Live (bằng tiếng Anh). Osen. ngày 31 tháng 3 năm 2019. Bản gốc lưu trữ ngày 6 tháng 5 năm 2019. Truy cập ngày 29 tháng 5 năm 2019.
3. ↑  Shin, Mi-rae (ngày 20 tháng 7 năm 2017). 브랜뉴뮤직 측 "'프듀2' 이대휘·박우진·임영민·김동현, 전속계약 체결 완료"(공식) (bằng tiếng Hàn). MBN. Truy cập ngày 23 tháng 7 năm 2017.
4. ↑  Jeong, Jun-hwa (ngày 21 tháng 7 năm 2017). [공식입장] '프듀2' 임영민·김동현, 유닛명 MXM...27일 데뷔 확정 (bằng tiếng Hàn). OSEN. Truy cập ngày 21 tháng 7 năm 2017.
5. ↑  (tiếng Hàn) YDPP,'귀엽게'
6. ↑  (tiếng Hàn) 브랜뉴뮤직 에이비식스(AB6IX) 전웅, 훈훈함 가득한 일상…‘과거 울림-JYP-YG 연습생 출신 ‘스트레이 키즈’에 출연하기도’
7. ↑  (tiếng Hàn) AB6IX(에이비식스), 첫 단독 리얼리티 확정..4월 18일 첫방송
8. ↑  (tiếng Hàn) AB6IX, '할리우드(HOLLYWOOD)' MV 기습 공개..5월 22일 데뷔 확정
9. ↑  (tiếng Hàn) AB6IX, 데뷔 앨범 스케줄 이미지 공개..데뷔 카운트다운 시작됐다
10. ↑  (tiếng Hàn) AB6IX, 5월 22일 올림픽홀서 데뷔 앨범 쇼케이스 개최(공식)
11. ↑  (tiếng Hàn)'더쇼' AB6IX, 데뷔 2주만 첫 1위 "상 처음 받아봤다" 감격 (종합)
12. ↑  "AB6IX takes 1st win on THE SHOW 13 days after debut" (bằng tiếng Anh). allkpop. ngày 4 tháng 6 năm 2019. Truy cập ngày 4 tháng 6 năm 2019.
13. ↑  "에이비식스 측 "10월 7일 정규 1집 발매, 멤버들 전곡 작사 작곡"(공식)".
14. ↑  "AB6IX, '5NALLY' 트랙리스트 공개..멤버 전원 작사 작곡 참여 '완성형 아티스트돌'".
15. ↑  "AB6IX 1ST WORLD TOUR ＜6IXENSE＞ IN THE U.S. 공연 잠정 연기 안내".
16. ↑  "Lim Young Min Officially Leaves AB6IX Following DUI".
17. ↑  "2019년 22주차 Album Chart". Gaon chart. Truy cập ngày 17 tháng 1 năm 2020.
18. ↑  "週間　アルバムランキング 2019年06月10日付". Truy cập ngày 17 tháng 1 năm 2020.
19. ↑  "2019 Album Chart (See #32)". Gaon Chart. Truy cập ngày 17 tháng 1 năm 2020.
20. ↑  週間 CDアルバムランキング 2019年06月10日付 [Weekly CD Album Ranking on ngày 10 tháng 6 năm 2019]. Oricon (bằng tiếng Nhật). Truy cập ngày 5 tháng 6 năm 2019.
21. ↑  "2020년 27주차 Album Chart". Truy cập ngày 25 tháng 9 năm 2020.
22. ↑  "週間　アルバムランキング 2020年07月13日付（2020年06月29日～2020年07月05日）".
23. ↑  "2020년 상반기 Album Chart (SEE #34)".
24. ↑  "2020년 45주차 Album Chart".
25. ↑  "2020년 11월 Album Chart (see #10)".
26. ↑  "2019년 41주차 Album Chart". Gaon chart. Truy cập ngày 17 tháng 1 năm 2020.
27. ↑  "2019 Album Chart  (Xem #41)". Truy cập ngày 17 tháng 1 năm 2020.
28. ↑  "2019년 21주차 Digital Chart". Truy cập ngày 17 tháng 1 năm 2020.
29. ↑  "2019년 41주차 Digital Chart".
30. ↑  "2020년 27주차 Digital Chart".
31. ↑  "2019년 22주차 Digital Chart".
32. ↑  "AB6IX, 완전체 데뷔 리얼리티 '브랜뉴보이즈' 4월18일 첫방송(공식)" (bằng tiếng Hàn). ngày 11 tháng 4 năm 2019. Truy cập ngày 7 tháng 5 năm 2019.
33. ↑  "Winners Of 2019 M2 X Genie Music Awards". Soompi (bằng tiếng Anh). ngày 1 tháng 8 năm 2019.
34. ↑  "[MGMA] 방탄소년단, 대상 포함 6관왕 폭주...트와이스 `2관왕` (종합)". mk.co.kr (bằng tiếng Hàn). ngày 1 tháng 8 năm 2019.
35. ↑  "Winners Of Day 2 Of 2019 Soribada Best K-Music Awards". Soompi (bằng tiếng Anh). ngày 23 tháng 8 năm 2019.